# Karl Benz (Landrat)

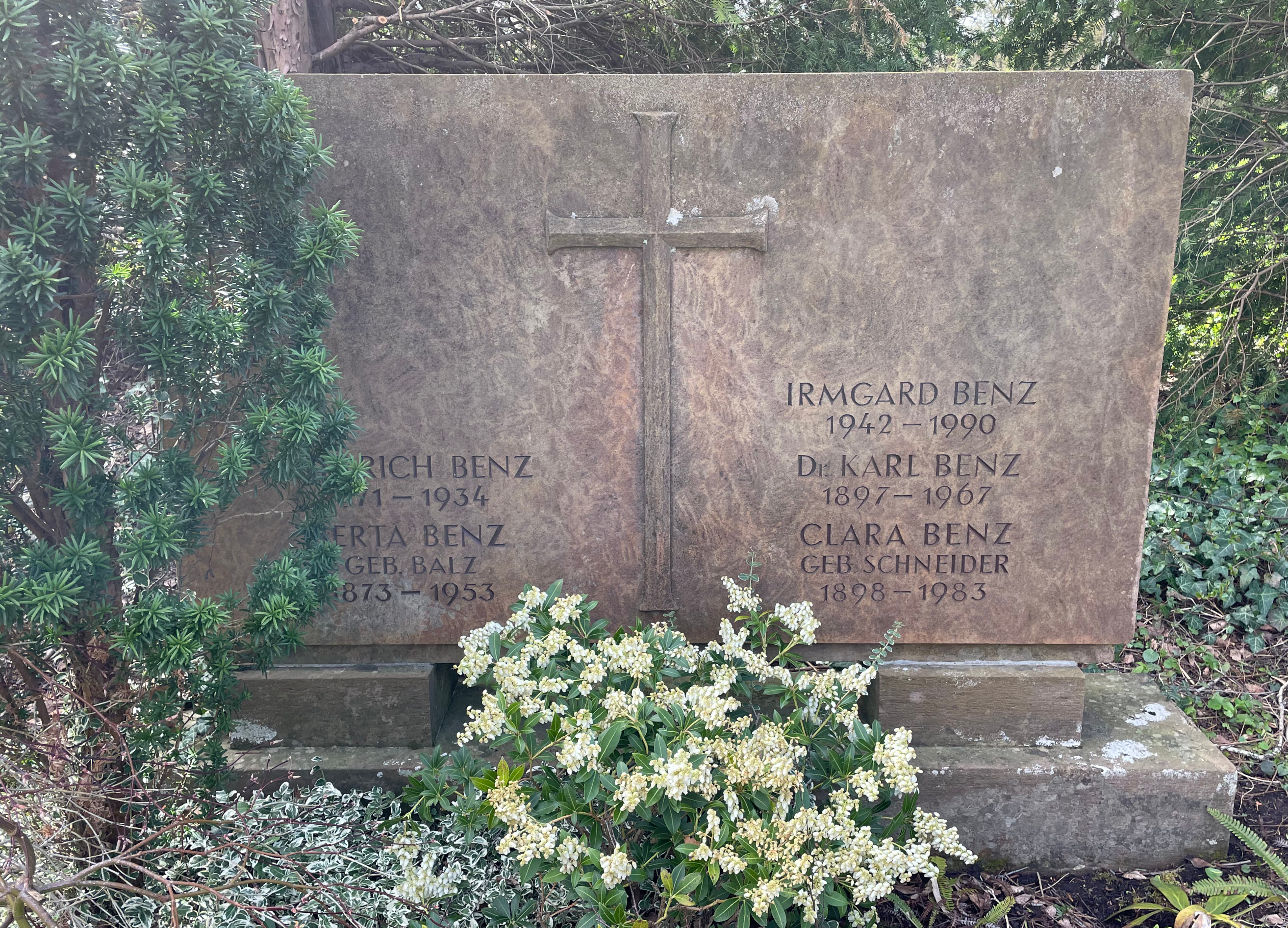
Grabstein von Karl Benz, Friedhof Stuttgart-Feuerbach

Karl Wilhelm Gotthold Benz (* 29. November 1897 in Feuerbach; † 26. Juni 1967) war ein deutscher Landrat. 

## Leben
Benz war der Sohn eines Oberpostdirektors, er studierte Jura und Volkswirtschaftslehre in München und Tübingen, wo er 1923 auch promoviert wurde. Während seines Studiums in Tübingen gehörte Benz der Verbindung Nicaria an. 1924 trat er in die württembergische Innenverwaltung ein. Er war im Oberamt Neckarsulm tätig, wo er 1926 Amtmann wurde. Ab 1927 verwendete man ihn im Wirtschaftsministerium und im Landesgewerbeamt, dort wurde er 1930 zum Regierungsrat befördert. Zum 1. Mai 1933 trat Benz in die NSDAP ein (Mitgliedsnummer 3.226.223). Ab Oktober 1933 war er Landrat in Nürtingen, bevor er 1935 an die Landesversicherungsanstalt ging. Im Zweiten Weltkrieg war er von 1941 bis 1945 beim Reichsstatthalter in Württemberg tätig. Im August 1944 wurde er zum Regierungsdirektor befördert und diente in der Innenverwaltung. 
Nach dem Krieg inhaftierte ihn die amerikanische Besatzungsmacht von Juni 1945 bis April 1946. Er übte dann verschiedene Tätigkeiten aus, unter anderem war er Mitarbeiter eines Rechtsanwalts in Schwäbisch Hall. 1949 gelang ihm die Wiederaufnahme in den Landesdienst, zunächst als Angestellter in der Rechtsabteilung des Landwirtschaftsministeriums Württemberg-Baden. Dort wurde er 1950 Regierungsrat und 1956 Regierungsdirektor, nun in der Kommunalabteilung des Innenministeriums Baden-Württemberg, bzw. bald darauf am Rechnungshof Württemberg-Baden in Karlsruhe, wo er Ministerialrat wurde. 1963 trat er in den Ruhestand. Karl Benz liegt auf dem Friedhof Stuttgart-Feuerbach begraben.

## Veröffentlichung
- Die Schweiz und der Völkerbund [maschinenschriftlich], Tübingen, Univ., Diss., 1923.